# Флавий Галликан
Фла́вий Галлика́н (лат. Flavius Gallicanus) — государственный деятель Римской империи первой половины IV века, консул 330 года.

## Биография
О его карьере известно только лишь то, что в 330 году он был назначен консулом вместе с Аврелием Валерием Туллианом Симмахом.
Либо Флавий Галликан, либо консул 317 года Овиний Галликан, согласно «Книге римских понтификов», сделал дар церкви святых Петра, Павла и Иоанна Крестителя в Остии. Также либо он, либо Овиний Галликан обычно отождествляются с христианским святым Галликаном. Если принять отождествление с Флавием Галликаном, то, согласно «Деяниям святого Галликана», он был военным командиром во Фракии, а после прихода к власти императора Юлиана II (361—363 годы) отправился в Египет, где стал монахом, а через год принял мученическую смерть. Информация «Деяний», однако, никакими другими источниками не подтверждается и в целом признается мало заслуживающей доверия.
Кроме того, либо он, либо Овиний Галликан был дедом Бруттии Аврелианы, упоминаемой в надписи из Мутины. Или Флавию или Овинию Пелагоний посвятил свой труд Аrs veterinaria.